# Taeniophyllum retrospiculatum
Taeniophyllum retrospiculatum är en orkidéart som först beskrevs av George King och Robert Pantling, och fick sitt nu gällande namn av George King och Robert Pantling. Taeniophyllum retrospiculatum ingår i släktet Taeniophyllum och familjen orkidéer. Inga underarter finns listade i Catalogue of Life.